# Euaresta meridiana
Euaresta meridiana es una especie de insecto del género Euaresta de la familia Tephritidae del orden Diptera.

## Historia
Becker la describió científicamente por primera vez en el año 1919.